# Liu Fengshan Pai
Liu Fengshan Pai (刘凤山派, Scuola di Liu Fengshan) è una scuola di arti marziali cinesi classificabile come Nanquan. Diffusa nel Guangdong, in particolare nella contea di Meixian (梅县), è praticato dalla minoranza Hakka e quindi considerato Kejiaquan. Il nome è dovuto al fatto che questo stile è stato creato da Liu Fengshan, originario di Potoukeng (坡头坑) nell'area amministrativa di Dabuxian (大埔县). Liu Fengshan sarebbe nato circa a metà dell'epoca della dinastia Qing e si sarebbe guadagnato da vivere come venditore ambulante di medicine e come insegnante.
Questo stile praticato in Dabuxian possiede 14 Taolu senza armi, 12 Taolu con armi, e 9 Duichai (对拆, demolire in coppia).
Questi alcuni nomi di forme che si studiano in questa scuola nella contea di Chaoshan: Shuangli (双力), Sha Simenquan (杀四门拳), Pan ya Duichai (盘雅对拆) 